# 1528 w polityce
Wydarzenia polityczne w 1528 roku.

## Zmarli
- 11 grudnia Łukasz z Pragi, czeski teolog i działacz reformacyjny[1].